# Daffney
Shannon Claire Spruill (Lucius D. Clay Kaserne, Hesse, 17 de julio de 1975-Norcross, Georgia, 1 de septiembre de 2021), conocida como Daffney, fue una luchadora profesional, mánager de lucha libre y actriz estadounidense. Spruill fue reconocida por su trabajo en la Total Nonstop Action Wrestling (ahora Impact Wrestling) bajo los nombres de Shark Girl, The Governor y Daffney; bajo este último también fue conocida en la World Championship Wrestling (WCW) entre 1999 y 2001. 
Entre sus logros destacó un reinado como Campeona Peso Crucero de la WCW, siendo una de las tres mujeres que consiguieron el título.

## Primeros años
Nació en una base de la Fuerza Aérea de los Estados Unidos en Wiesbaden, Alemania Federal, ya que su padre estaba destinado allí. En 1976, su familia regresó a Estados Unidos y se asentó en Salt Lake City, Utah, después en Savannah, Georgia y finalmente en la Scott Air Force Base en St. Clair County, Illinois. Poco después se fueron a Oxford, Inglaterra, durante tres años, hasta que fueron trasladados a la Ramstein Air Base en Alemania hasta 1987, fecha en la cual su padre se retiró.
Spruill se graduó en la Universidad Estatal de Georgia en marzo de 1998 con el título de Bachiller de Artes en producción de vídeo y películas, así como interpretación y música.

## Carrera

### World Championship Wrestling (1999–2001)
En noviembre de 1999, Spruill acudió a un concurso celebrado por la World Championship Wrestling (WCW) buscando nuevos luchadores, siendo elegida. Allí, Spruill usó el nombre de Daffney, la trastornada novia de David Flair (Kayfabe), dirigiéndole a él y a Crowbar. El gimmick estaba basado en Mallory Knox, el personaje interpretado por Juliette Lewis en Natural Born Killers y en el enemigo de Batman Harley Quinn. Su debut fue el 6 de diciembre de 1999 en Nitro.

El 15 de mayo de 2000, Spruill & Crowbar derrotaron al Campeón Mundial Peso Crucero de la WCW Chris Candido & Tammy Lynn Sytch, siendo declarados cocampeones, pero la semana siguiente en Nitro, Crowbar y Spruill se enfrentaron entre ellos para determinar un único campeón, ganando Spruill después de una interferencia de Candido. Su reinado duró hasta el 7 de junio, cuando lo perdió ante Lieutenant Loco, lucha durante la cual empezó un feudo con Miss Hancock. Spruill continuó su feudo con Hancock cuando ella le robó el afecto de Flair. Finalmente, Spruill la derrotó en el primer Wedding Gown match después de que Hancock se quitara el vestido, volviéndose Spruill la mánager de Crowbar. Luego empezó un breve feudo con la mánager de Shane Douglas, Torrie Wilson, pero no duró mucho debido a que Wilson no luchaba. Fue despedida de la WCW el 2 de febrero de 2001 por recortes de presupuesto.

### Circuito independiente (2002–2021)
Spruill siguió luchando, asistiendo a la escuela de Dusty Rhodes, la Turnbuckle Championship Wrestling, durante ocho meses en Kennesaw, Georgia.
También hizo varias apariciones en la Total Nonstop Action Wrestling (TNA) en 2002 bajo el nombre de Shannon y Shark Girl, la mánager de Shark Boy. También luchó en la Xtreme Pro Wrestling en 2003 bajo el nombre de Lucy, la mánager de Vic Grimes y en Ring of Honor, debutando el 26 de abril de 2003 como Lucy, la mánager de Second City Saints (CM Punk & Colt Cabana). En julio de 2003, Spruill firmó un contrato de desarrollo con la World Wrestling Entertainment (WWE), siendo asignada al territorio de desarrollo de la WWE, la Ohio Valley Wrestling (OVW), apareciendo como la mánager de Aaron Stevens, pero fue despedida el 17 de diciembre del mismo año.
Tras su despido, Spruill se retiró de la lucha libre profesional para centrarse en su carrera como actriz. Durante su retiro, Spruill trabajó como entrenadora personal y en junio de 2005 posó para una página web dirigida por las luchadoras Francine y Missy Hyatt. Sin embargo, en febrero de 2006 regresó a luchar en los circuitos independientes, debutando en la Women's Extreme Wrestling el 6 de abril de 2006 bajo el nombre de Lucy Furr participando como una leñadora en una lucha entre Amy Lee y Tai Killer Weed. El 2 de junio de 2006, Spruill derrotó a El México, ganando el Campeonato Junior Peso Pesado Wrestle Birmingham de la NWA. Con la ayuda de su mánager Robert Fuller (quien se refería a ella como su "Million Dollar Baby"), retuvo el título ante varios luchadores. En febrero de 2007, empezó a aparecer en la Georgia Wrestling Promotions como mánager y árbitro.
En abril de 2007, Spruill regresó como Daffney en la Shimmer Women Athletes, apareciendo como la mánager de MsChif. Además, en abril de 2008 también regresó como Shark Girl, pero unos meses después regresó como Daffney. El 8 de noviembre de 2009, en las grabaciones del Volume 27, Daffney cambió a heel al atacar a su compañera Rachel Summerlyn después de ser derrotadas por International Home Wrecking Crew. En Volume 28, Daffney fue descalificada durante una lucha contra Summerlyn por no dejar de aplicar una llave ilegal en ella.
El 8 de noviembre de 2009, cambió a heel al atacar a Rachel Summerlyn mientras se enfrentaban a International Home Wrecking Crew. Esa misma noche, en el Volume 28, fue descalificada de un combate contra Summerlyn, debido a que no la soltó cuando la tenía en una llave ilegal. El 11 de abril de 2010, en las metas de Volume 31, Daffney venció a Summerlyn en un combate de no descalificación.
También participó el 26 de junio de 2010 en el 2nd Annual Queen Of Queens Tournament, de la Anrchy Wrestling Championship. En la primera ronda derrotó a Rachel Summerlyn, ganando el Campeonato American Joshi de la ACW. Sin embargo, lo perdió ese mismo día en la semifinal ante Jessica James.
En julio de 102, empezó a trabajar como la "hostess" de la nueva promoción Shine.
El 6 de abril de 2013, regresó a Shimmer en su primer iPPV, Volume 53, donde fue la mánager de of Regeneration X (Allison Danger & Leva Bates)

### Total Nonstop Action Wrestling (2008–2011)

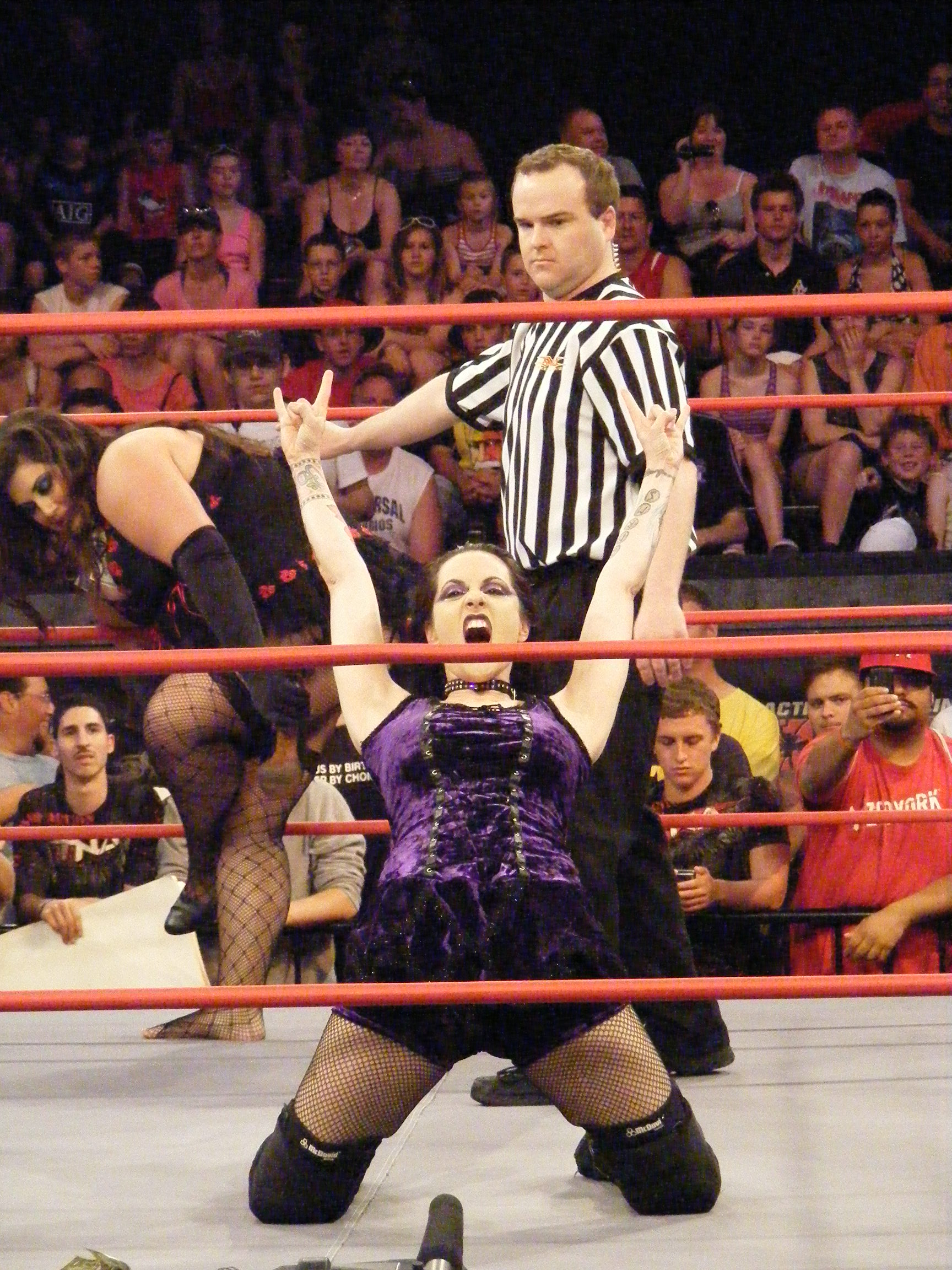
Spruill en la TNA como Daffney.

Spruill hizo una aparición en la TNA el 5 de junio de 2008 en TNA Impact! como Daffney, una persona del público, enfrentándose a la Campeona Femenina de la TNA Awesome Kong a un reto que había lanzado, pero fue derrotada.
En diciembre de 2008, Spruill firmó un contrato con la TNA, apareciendo como la Gobernadora de Alaska Sarah Palin, siendo llamada normalmente The Governor, luchando descalza protagonizando segmentos con Beautiful People (Angelina Love & Velvet Sky) sobre como volverlas populares. Sin embargo, el 15 de enero de 2009 se reveló que era una broma de parte de Taylor Wilde y Roxxi, quienes habían tenido un feudo con Beaurtiful People, lanzándolas cubos de barro. Tras esto, fue atacada y lesionada (Kayfabe) por el miembro de Beautiful People Cute Kip. El 5 de febrero de 2009 en Impact! regresó atacando a the Beautiful People. Finalmente, Wilde, Roxxi y Spruill se enfrentaron a Beautiful People (Love, Sky & Madison Rayne) en Destination X, ganando las primeras.
A causa de su derrota, Beautiful People atacaron a Spruill, cortándola el pelo, haciendo que con esto regresara a su viejo gimmick de Daffney, debutando el 2 de abril de 2009 en Impact! durante una terapia con Dr. Stevie. Compitió en un Queen of the Cage match en Lockdown contra ODB, Madison Rayne y Sojournor Bolt, pero ganó ODB. Tras esto, empezó un feudo el 14 de mayo con Taylor Wilde por no salvarla del ataque de Beautiful People. En Sacrifice, Wilde derrotó a Daffney en el primer Monster's Ball match entre mujeres. Tras esto, se unió a Dr. Stevie en su feudo con su otro paciente Abyss, obteniendo ella la ayuda de Raven. En Slammiversary, Abyss & Wilde derrotaron a Raven & Daffney en el primer Monster's Ball mixto por parejas.
Tras esto, siguió interfiriendo en el feudo de Stevie y Abyss a favor de Stevie, interfiriendo en Bound for Glory en el Monster's Ball match entre Abyss y Mick Foley, lucha durante la cual se rompió un brazo, y una contusión. On the November 12 edition of Impact! Raven once again returned to TNA to reform the group of himself, Dr. Stevie and Daffney. Tras esto, Daffney empezó un feudo con la Campeona Femenina de la TNA Tara al derrotarla pro descalificación. El 8 de marzo de 2010, Daffney le costó a Tara y su compañera Angelina Love el vacante Campeonato Femenino en Parejas de la TNA al golpearla con el cinturón, ganando The Beautiful People. Finalmente, en Destination X Tara y Daffney se enfrentaron por el título, pero fue derrotada, pero robó a Tara su araña Poison tras la lucha. Dos semanas después, se volvieron a enfrentar por el título en un First Blood match, pero ganó de nuevo Tara.
La semana que viene, Daffney participó en un Eight Knockout Lockbox match, una lucha en la cual dos equipos de cuatro mujeres cada uno lucharían y la que cubriera a una, ganaría una llave para un premio (el Campeonato Femenino de la TNA, una lucha por el título, un Strip Tease o Poison, la araña de Tara). Daffney ganó una llave, pero terminó su feudo con Tara al ganar ella la araña y Daffney el Strip Tease. Al finalziar el programa fue atacada por Lacey Von Erich, cambiando a face. El 19 de abril, ella y ODB se enfrentaron a Velvet Sky & Lacey Von Erich por el Campeonato Femenino en Parejas de la TNA, pero fueron derrotadas. Al siguiente día, durante las grabaciones de Impact!, Daffney sufrió una lesión durante el dark match, siendo llevada al hospital, donde la diagnsticaron una magulladura profunda en el esternón, un punzamiento severo y una contusión. A su regreso el 25 de junio, derrotó en Xplosion a Taylor Wilde, lucha tras la cual interfirió su compañera Sarita. La semana siguiente, en Xplosion, derrotó también a Sarita. Finalmente, fue despedida el 15 de marzo de 2011.

### Wrestlicious (2009–2010)
A principios de 2009, Spruill participó en las primeras grabaciones de la promoción Wrestlicious, siendo emitidas en marzo de 2010, luchando bajo el gimmick de Draculetta. Debutó el 15 de marzo en el main event del tercer episodio de Takedown, haciendo equipo con White Magic contra Lacey Von Erich & Amber Lively, perdiendo por descalificación.

### Shine Wrestling (2012–2015)
En julio de 2012, Daffney comenzó a trabajar como hostess (profesión del sector de la hostelería y la gastronomía que se encarga de dar la bienvenida al cliente) de la nueva promoción Shine Wrestling. Ocupó el cargo hasta mayo de 2013, cuando regresó al cargo de manáger. Daffney se convirtió en heel (ruda en español) en julio de 2015, cuando se volvió she mánager de las Iron Maidens, enviandolas a atacar a varios equipos durante sus combates.

### Ring of Honor (2018)
En 2018, Daffney apareció en Ring of Honor después de la final del torneo por el Campeonato Mundial Femenino de Honor entre Sumie Sakai y Kelly Klein, felicitando a Sakai por su victoria.

## Vida personal
Spruill se casó con el guitarrista Rich Ward en 1999. La pareja se separó en 2003. Después de su divorcio, más tarde salió con el luchador profesional CM Punk.
El 19 de julio de 2011, Spruill fue arrestada en el Condado de Hillsborough, Florida, por conducir en estado de ebriedad con daños a propiedad ajena. Se declaró culpable de los cargos, por los que fue sentenciada a un año de libertad condicional y multada con 1.580 dólares.

## Muerte
El 1 de septiembre de 2021, Spruill transmitió un video en vivo a través de la red social Instagram, en el que leyó una nota de suicidio, sosteniendo lo que parecía ser una pistola y solicitó que su cerebro fuera donado para pruebas de encefalopatía traumática crónica (CTE). Su muerte fue anunciada en línea al día siguiente por la luchadora de Shimmer, Lexie Fyfe, a pedido de su familia. Un funcionario de la oficina del médico forense de Georgia del condado de Gwinnett también confirmó su muerte, pero no reveló la causa. Sin embargo, un informe del Departamento de Policía del condado de Gwinnett indicó que había muerto de una aparente herida de bala en el pecho.
En los días posteriores a su muerte, muchos dentro de la industria de la lucha libre profesional expresaron sus condolencias en línea y muchos discutieron el tema de la salud mental. USA Today escribió que su muerte "intensificó las preocupaciones" dentro del negocio, especialmente entre las mujeres artistas, y señaló que las luchadoras Ashley Massaro y Hana Kimura también se habían suicidado en los dos años anteriores. Los veteranos de la industria Mick Foley y Kane incluyeron el número de teléfono de la línea directa de suicidio en sus tuits, mientras que Paige usó el hashtag #MentalHealthMatters y CM Punk alentó a la gente a: "Pedir ayuda. Mental, física, espiritual, emocional. Cuidarse unos a otros." WWE extendió sus condolencias en su sitio web y envió mensajes de texto a sus empleados para informarles que se les proporcionaría asesoramiento si lo necesitaban. Mike Johnson, de Pro Wrestling Insider, alentó a los líderes de la industria a realizar cambios permanentes con respecto al cuidado de la salud mental, comparándolo con WWE que instituyó su Política de Bienestar después de la muerte de Eddie Guerrero en 2005. Si bien WWE brinda servicios psicológicos y psiquiátricos para artistas contratados, Cheerleader Melissa presionó para que otras promociones brinden servicios a sus luchadores.
Fue incinerada y se realizó una misa en su memoria, la cual fue revelada en un video publicado el 10 de septiembre, entre los asistentes se encontraban familiares, amigos y luchadores profesionales Leva Bates, Mia Yim, Mickie James con su esposo Nick Aldis, Allysin Kay, Marti Belle y Kimber Lee. Awesome Kong posteriormente dedicó su inducción al Salón de la Fama de Impact a Spruill el 18 de septiembre.

## Filmografía
- Santa Claus: The Movie (1985) como Niña malcriada en clase de ballet (no acreditada)
- I Surrender All (2001) como Gina
- The Gorda (2014) como The Barracuda

## Campeonatos y logros
- Anarchy Championship Wrestling
  - ACW American Joshi Championship (1 vez)[52]
- Alabama Pro Wrestling Hall Of Fame
  - Clase de 2018[53]
- Great Championship Wrestling
  - GCW Women's Championship (1 vez)
- NWA Wrestle Birmingham
  - NWA Wrestle Birmingham Junior Heavyweight Championship (1 vez)
- Pro Wrestling Illustrated
  - Situada en el puesto n.º49 del PWI Female 50 en 2008[54]
  - Situada en el puesto n.º18 del PWI Female 50 en 2009[55]
  - Situada en el puesto n.º19 del PWI Female 50 en 2010[56]
- World Championship Wrestling
  - WCW Cruiserweight Championship (1 vez, mayo de 2000),[57][58] la segunda mujer en obtener este título[47]